# هنرمند جنگ

سوم ماه مه ۱۸۰۸ اثر فرانسیسکو گویا ۱۸۱۴

هنرمند جنگ (انگلیسی: War artist) هنرمندی است که برخی از جنبه‌های جنگ را از طریق هنر به تصویر می‌کشد. این اثر هنری می‌تواند ثبت تصویری صحنه‌های جنگ باشد یا یادآوری کند که چگونه جنگ انواعی از زندگی را شکل می‌دهد. هنرمندان جنگ به اکتشاف بصری و حسی ابعاد جنگ می‌پردازند که اغلب در متون تاریخی نوشته شده و گزارش‌های مربوط به جنگ وجود ندارد.

## نگارخانه

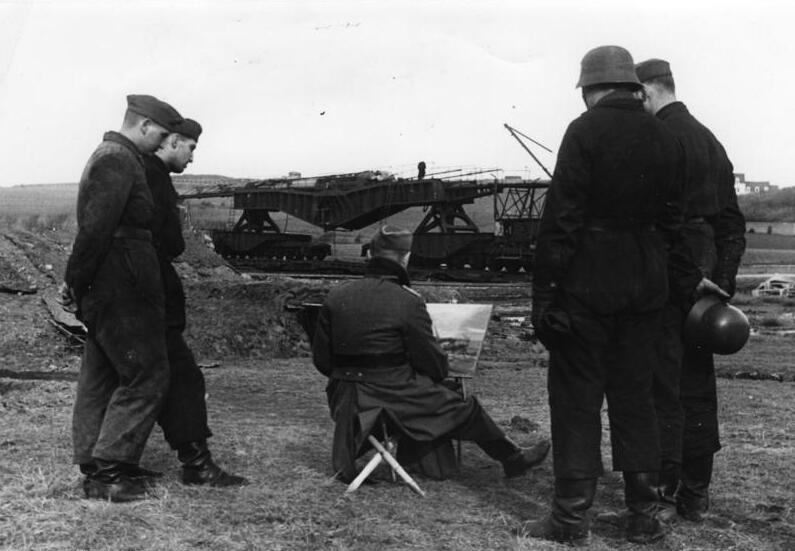
یک هنرمند جنگ در فرانسه اشغالی در سال ۱۹۴۱
با گاز کشتهها اثر جان سینگر سارجنت، ۱۹۱۸. روغن روی بوم 231 x ۶۱۱٫۱ سانتی‌متر (91 x ۲۴۰٫۵). مجموعه موزه جنگ امپریال، لندن
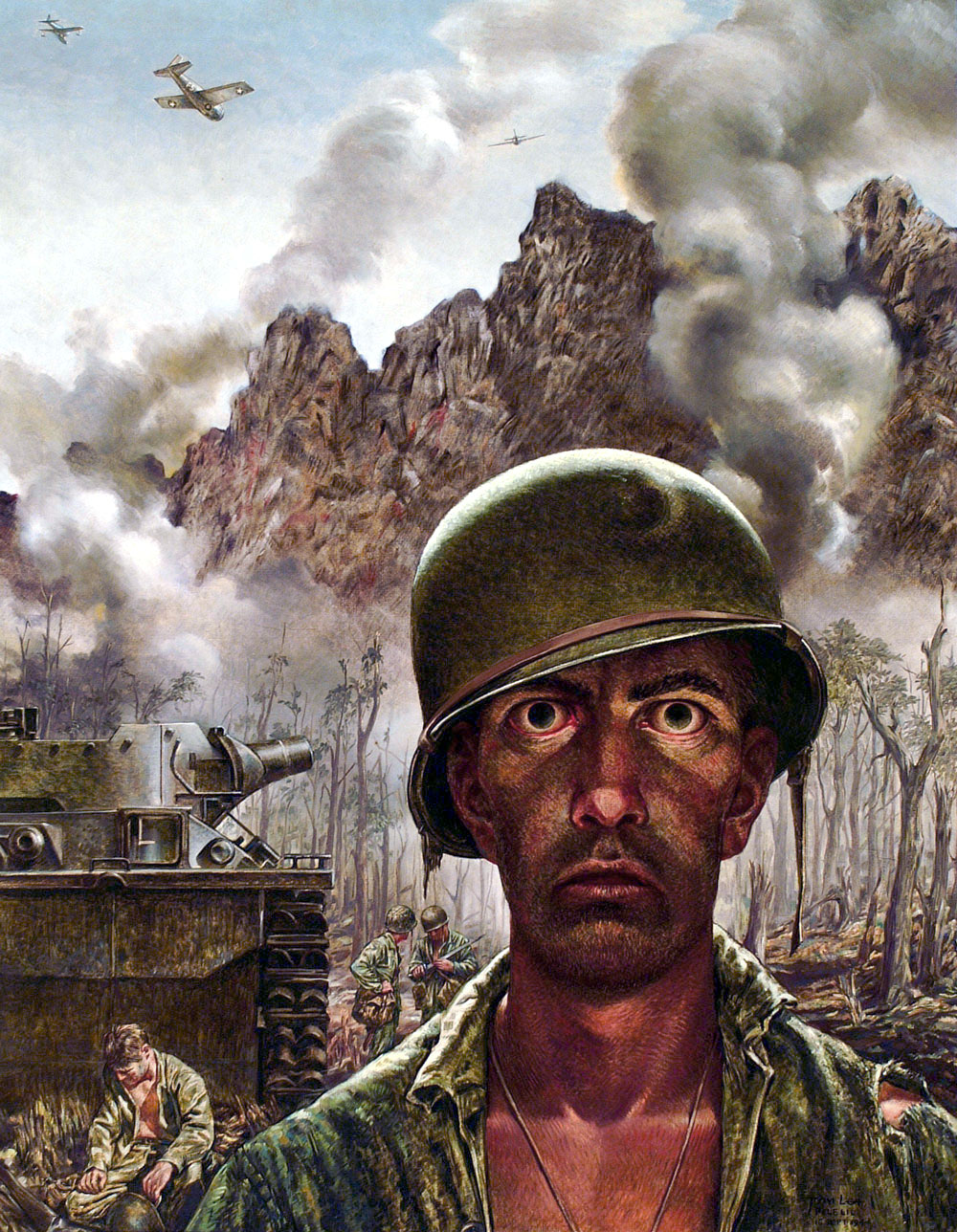
۲۰۰۰ یارد خیره. اثر توماس لیا منتشر شده در سال ۱۹۴۵
مایکل پری یک هنرمند جنگ رسمی تفنگداران دریایی ایالات متحده در حال به تصویر کشیدن یکی از کارهایش در خط مقدم جبهه‌های جنگ عراق و افغانستان. (سال ۲۰۰۷).
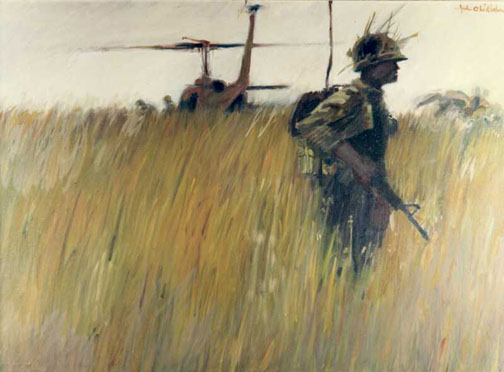
منطقه فرود اثر جان او. ورله، ۱۹۶۶، موزه ملی ارتش ایالات متحده
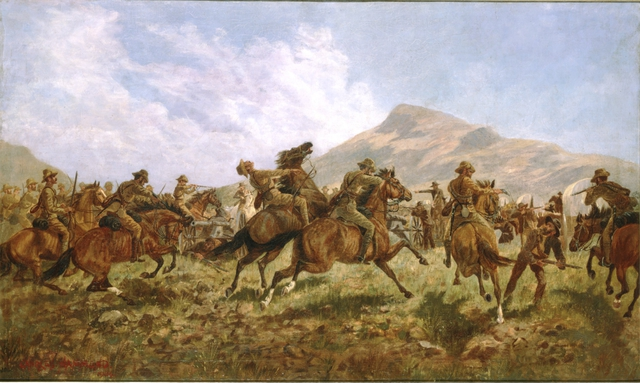
استرالیا و زلاند نو در کلرکسدرپ ۲۴ مارس ۱۹۰۱ اثر چارلز هموند
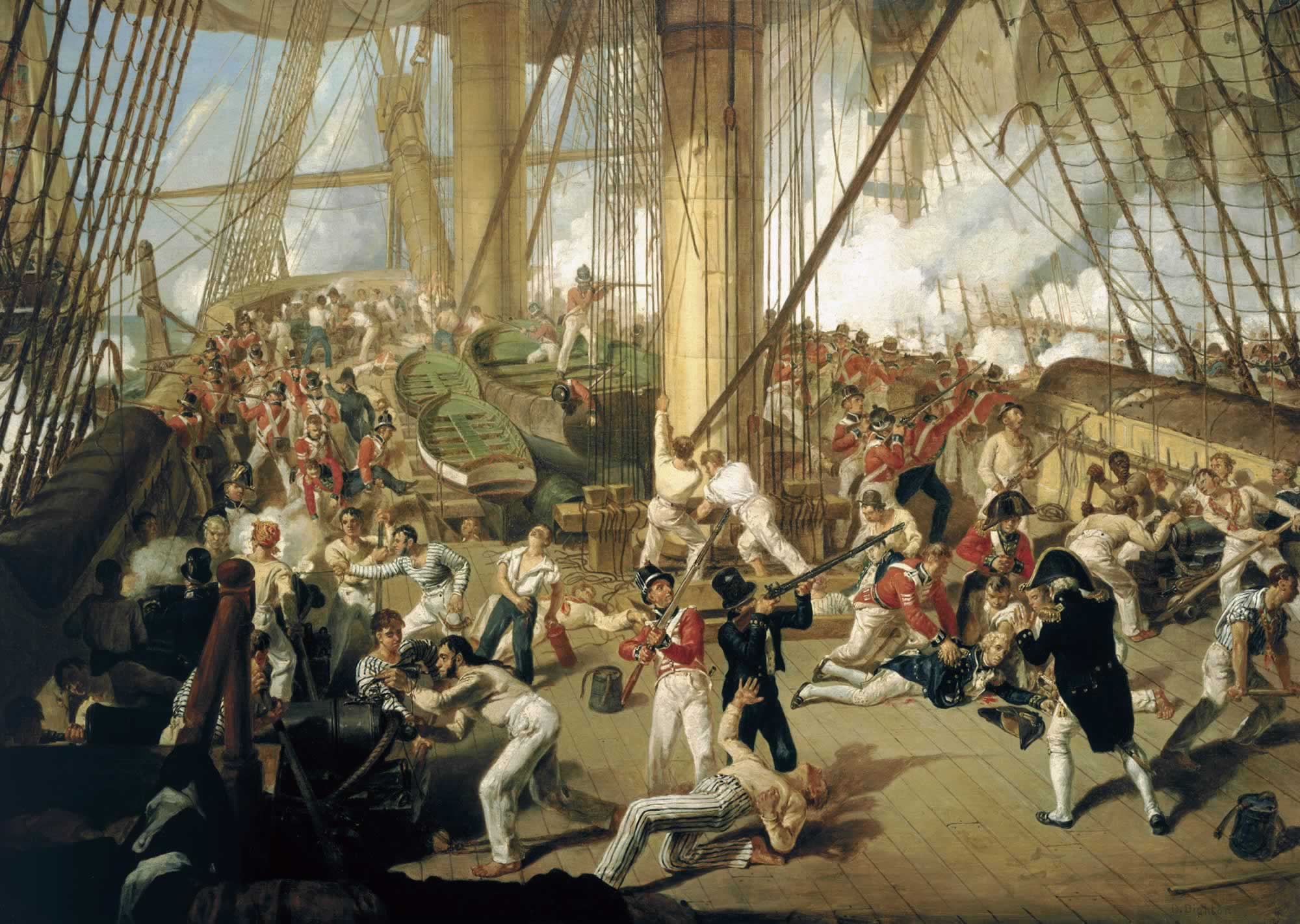
سقوط نلسون در نبرد ترافالگار، ۲۱ اکتبر سال ۱۸۰۵ اثر دنیس دگتون. حدود ۱۸۲۵
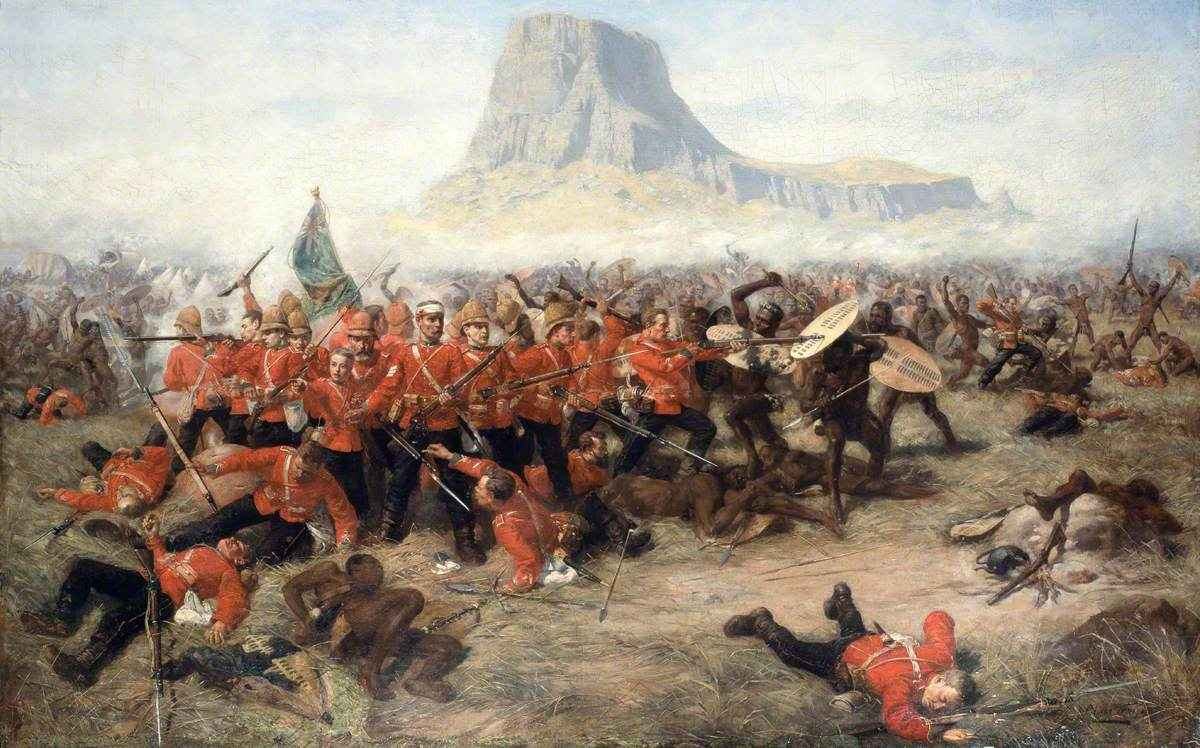
تاریخ ایستادگی در ایسلندوانا در سال ۱۸۷۹ اثر چارلز ادوین فریپ در سال ۱۸۸۵. مجموعه موزه ملی ارتش آفریقای جنوبی
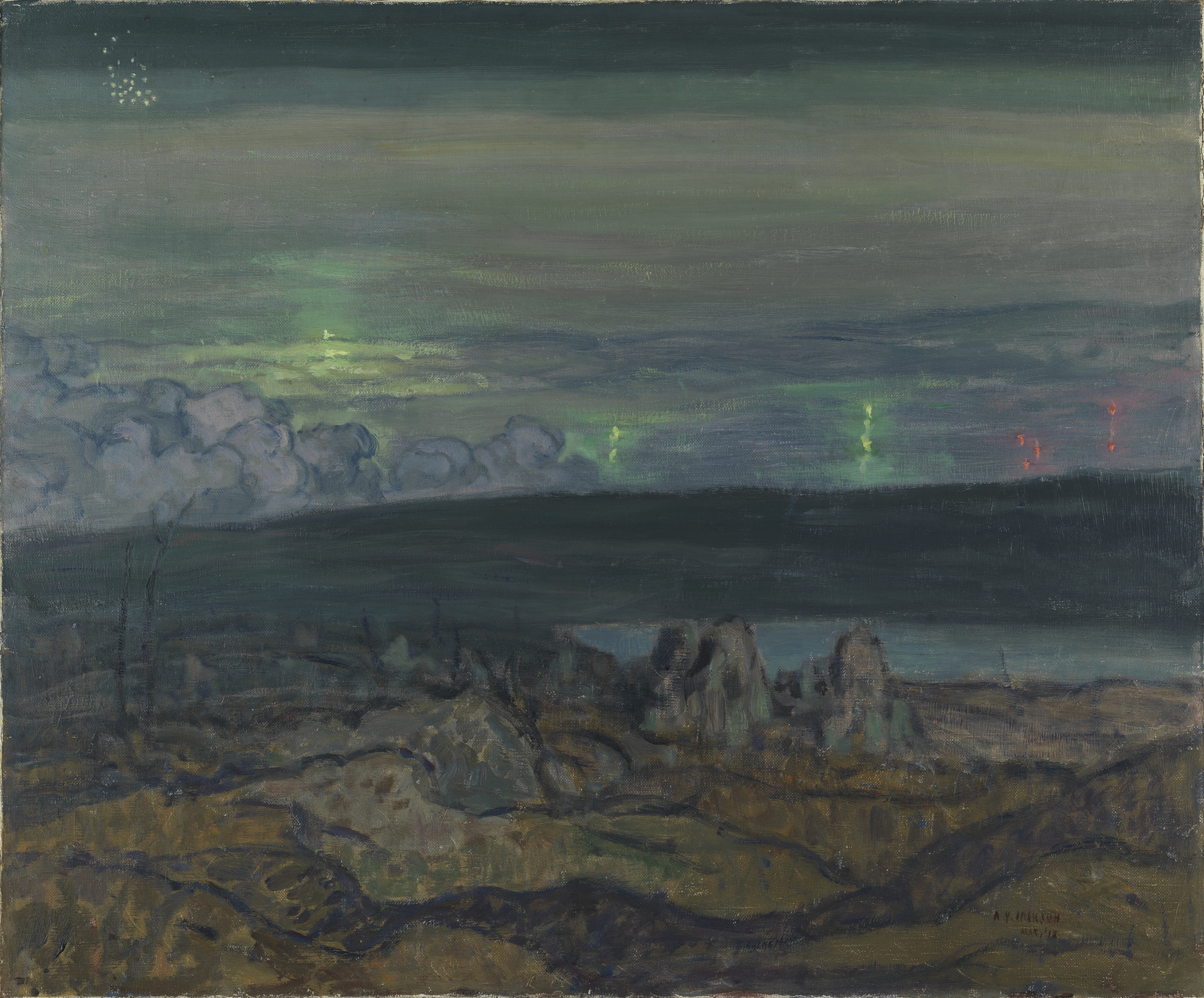
سپاه جنگلداری کانادا  حمله گاز لیئون (۱۹۱۸) اثر هنرمند جنگ کانادا اثر ا. وای. جکسون
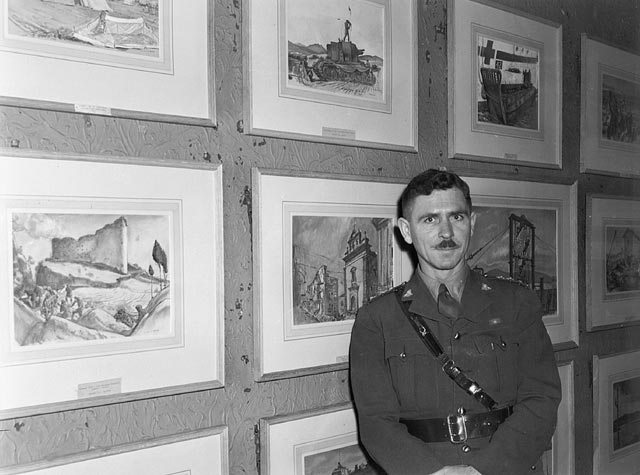
کاپیتان ویل اوگیلوی هنرمند جنگ رسمی ارتش در جنگ جهانی اول با برخی از نقاشی‌هایش. ۹ فوریه ۱۹۴۴
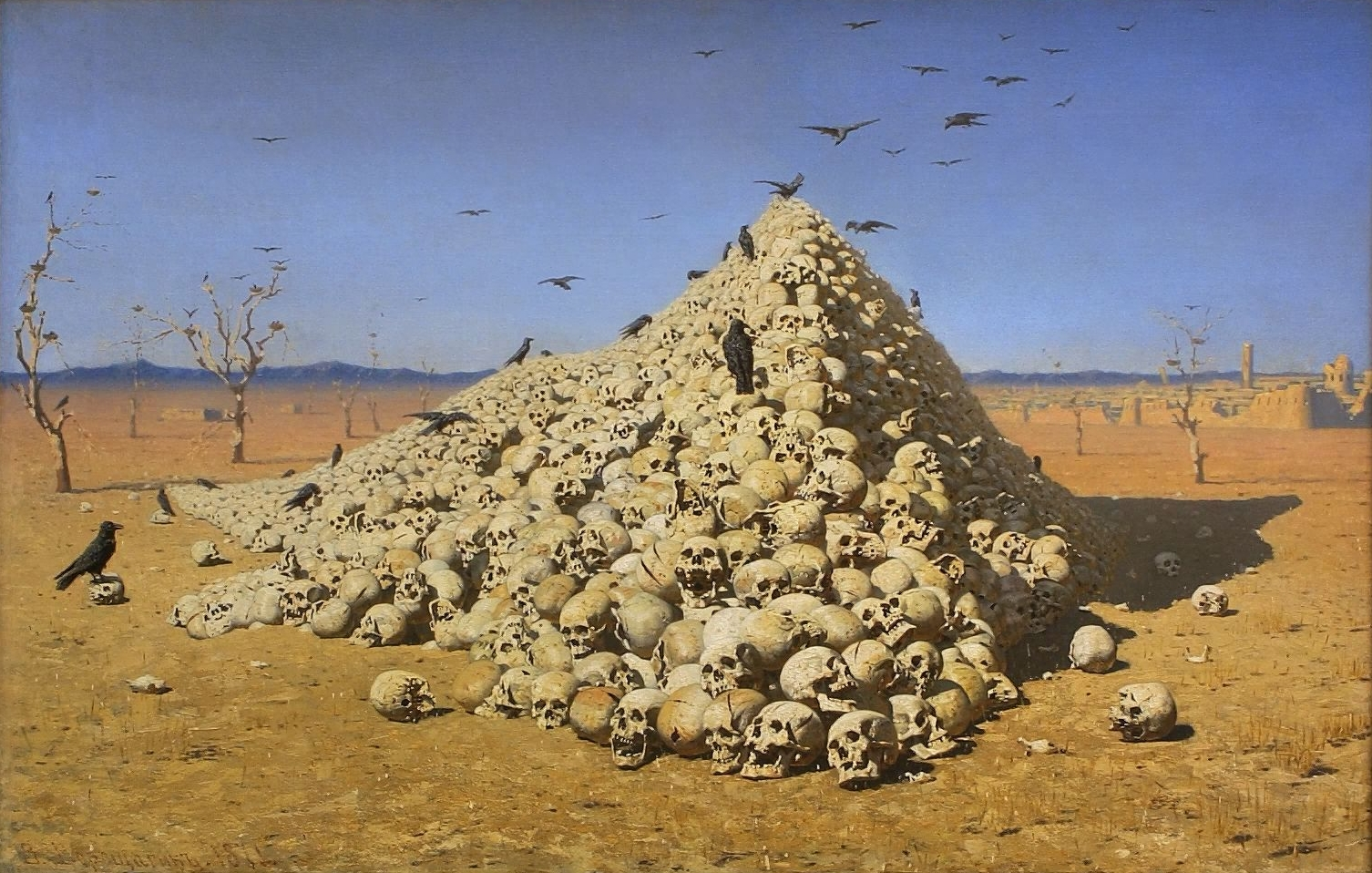
ستایش اغراق‌آمیز از جنگ توسط واسیلی ورشچگین
دفاع از سواستوپول توسط الکساندر دینکا